# شي (إسبانية)

توقيع إرنستو جيفارا من عام 1960 حتى وفاته عام 1967. كثرة استخدامه لكلمة «che» جعلها لقبه.

Che (/tʃeɪ/؛ الإسبانية: [tʃe]؛ tchê [ˈtʃe]؛ xe [ˈtʃe]) هي أداة نداء تُستخدم بشكل شائع في الأرجنتين، أوروغواي، بوليفيا، باراغواي، البرازيل (ولايات ساو باولو وريو غراندي دو سول)، وإسبانيا (منطقة بلنسية). وهي تعني "مرحبًا!" أو "يا هذا" أو "يا رفيق".
تُستخدم «che» بشكل رئيسي كأداة نداء لجذب انتباه شخص ما (مثل "يا صاح!" أو "يا رفيق!" في اللغة الإنجليزية).
ولكنها تُستخدم أيضًا كثيرًا كـكلمة حشو (على غرار «صح؟» أو «إذًا» في اللغة الإنجليزية). وقد حصل الثوري الأرجنتيني إرنستو "تشي" غيفارا على لقبه بسبب كثرة استخدامه لهذا التعبير، مما أثار ضحك رفاقه الكوبيين.

## الأصل اللغوي
Che هي أداة نداء غامضة الأصل. ووفقًا لقاموس اللغة الاسبانية الشهير ـDiccionario de la Lengua Española، فهي مشابهة للأداة القديمة ce التي كانت تُستخدم في إسبانيا لطلب الانتباه أو لإيقاف أحدهم.
تُستخدم Che حاليًا بشكل أساسي في الأرجنتين وأوروغواي وبوليفيا وباراغواي. وفي البرازيل، يُستخدم الشكل tchê في ولاية ريو غراندي دو سول، بينما يُستخدم الشكل ché في ولاية ساو باولو.
أما في إسبانيا، وتحديدًا في منطقة بلنسية، فيُستخدم الشكل xe وله معنى مشابه.
ونظرًا لانتشار المصطلح في أمريكا الجنوبية، فقد اقتُرحت أصول بديلة مرتبطة بلغات السكان الأصليين:
- في توبّي-غواراني، وهي لغة مجموعات عرقية تمتد من الأرجنتين إلى البرازيل، تعني che ببساطة "أنا" أو "ملكي".[6]

- في لغات الأراوكانية وتشونان في المخروط الجنوبي، تعني che "رجل" أو "شعب"، وتُستخدم غالبًا كلاحقة في أسماء إثنية بهذه اللغات (مثل مابوتشي، هويليشِه، تيهويليتشي، وبويلتشي).[7]

- في لغة الكيمبوندو، والتي كان يتحدث بها العبيد الكونغوليون في الحقبة الاستعمارية، تعني xê "مرحبًا!" وتُستخدم كصيغة نداء.[8]

## الاستخدام
يبدو أن أول استخدام مُسجّل لكلمة che في أمريكا الإسبانية جاء في قصة قصيرة للكاتب الأرجنتيني إستيبان إتشيفيريا بعنوان "El matadero" («المجزرة»)، التي نُشرت بعد وفاته في عام 1871، لكن أحداثها تقع في فترة حكم خوان مانويل روساس (1838–1839).
Che, negra bruja, salí de aquí antes de que te pegue un tajo—exclamaba el carnicero.

("مرحبًا أيتها الساحرة السوداء، اخرجي من هنا قبل أن أقطعك"، قال الجزار.)

### جزر فوكلاند
في جزر فوكلاند، تُستخدم che بشكل شائع من قبل الناطقين بالإنجليزية (مثل: "G'day che, how's things?"). ويمكن كتابتها أيضًا على شكل "chay". وتُستخدم أحيانًا للإشارة إلى شخص يُمثّل تقاليد جزر فوكلاند بشكل بارز ("He's a proper che").[بحاجة لمصدر]

### بلنسية
في إسبانيا، تُستخدم che على نطاق واسع في بلنسية وتيريس دي ليبره في كتالونيا (وتُكتب xe) كصيغة نداء أو تعبير. وبالتهجئة xe في اللغة البلنسية، تُستخدم غالبًا للتعبير عن الاحتجاج، أو المفاجأة، أو الضيق. وتُعد Xe! من رموز الهوية البلنسية، إلى درجة أن نادي فالنسيا يُلقب أحيانًا بـ"فريق Xe".

### الفلبين
في الفلبين، تُستخدم che (وتُكتب أيضًا cheh) للتعبير عن رفض الحديث مع شخص آخر أو مقاطعته، وهي مماثلة في السياق للتعبير الإنجليزي "Shut up!".